# Повеља Европске уније о темељним правима
Повеља Европске уније о темељним правима је акт Европске уније донет у редовном законодавном поступку у сврху јачања заштите темељних права у светлу промена у друштву, друштвеног напретка научног и технолошког развоја свог духовног и моралног наслеђа. Штити одређена политичка, друштвена и економска права грађана Европске уније. Саставила га је Европска конвенција и свечано прогласила 7. децембра 2000. Европски парламент, Савет министара и Европска комисија. Међутим, његов тадашњи правни статус био је неизвестан и није имао пуни правни ефекат све до ступања на снагу Лисабонског уговора 1. децембра 2009.
Европска унија мора поступати и усвајати законе у складу са Повељом, а судови правде ЕУ ће прекршити законодавство које су усвојиле институције ЕУ које му се супротстављају. Повеља се односи на институције Европске уније и њене државе чланице када спроводе право Европске уније.
У Повељи се изјављује да се Европска унија темељи на недељивим, универзалним вредностима људског достојанства, слободе, једнакости и солидарности на начелима демократије и владавине права.

## Текст
Повеља садржи око 54 чланака подељених у седам наслова. Првих шест наслова бави се материјалним правима под насловима: достојанство, слободе, једнакост, солидарност, права грађана и правда, док се последњи наслов бави тумачењем и применом Повеље. Велики део повеље заснован је на Европској конвенцији о људским правима, Европској социјалној повељи, судској пракси Европског суда правде и постојећим одредбама права Европске уније.
- Први наслов (достојанство) гарантује право на живот и забрањује мучење, ропство, смртну казну, еугеничке праксе и клонирање људи. Његове одредбе се углавном заснивају на ЕКЉП-у, иако члан 1 уско одражава члан 1 немачког основног закона.
- Други наслов (слободе) обухвата слободу, лични интегритет, приватност, заштиту личних података, брак, мисао, религију, изражавање, окупљање, образовање, рад, имовину и азил.
- Трећи наслов (равноправност) обухвата једнакост пред законом, забрану сваке дискриминације укључујући на основу инвалидитета, старосне и сексуалне оријентације, културне, верске и језичке разноликости, права деце и старијих особа.
- Четврти наслов (солидарност) покрива социјална и радничка права, укључујући право на поштене услове рада, заштиту од неоправданог отпуштања и приступ здравственој заштити, социјалној и стамбеној помоћи.
- Пети наслов (грађанска права) обухвата права грађана ЕУ као што су право да гласају на изборима за Европски парламент и слободно кретање унутар ЕУ. Такође укључује неколико административних права, као што су право на добру администрацију, приступ документима и подношење петиције Европском парламенту.
- Шести наслов (правда) покрива питања правде као што су право на ефикасан правни лек, поштено суђење, претпоставка невиности, принцип законитости, не-ретроспективност и двострука угроженост.
- Седми наслов (опште одредбе) односи се на тумачење и примену Повеље.

## Подизање профила повеље
Европска унија је покушала да повећа профил Повеље како би грађани били више свесни својих права. На пример, Агенција за основна права ЕУ произвела је апликације за иОС и Андроид са текстом Повеље на свим језицима ЕУ и сродним информацијама. Такође је објавио мини верзије повеље на свим језицима ЕУ.
ФРА је 2010. расписала тендер за песнике да Повељу претворе у 80-минутну епску песму, са музиком, плесом и мултимедијалним елементима. Ово је такође требало да подигне свест и да поједностави законски текст на разумљивији језик.

## Даље читање
- Peers, Steve; Ward, Angela, ур. (2004). The EU Charter and of Fundamental Rights: politics, law and polity. Oxford: Hart Publishing.
- Antoniou, Anastasios (2009). „Increasing Rights' Protection in the EU: The Charter of Fundamental Rights in Trajectory of Enforcement”. Hellenic Review of European Law (4): 97. Архивирано из оригинала 25. 12. 2009. г.